# (200079) 1138 T-3
(200079) 1138 T-3 es un asteroide perteneciente al cinturón de asteroides, descubierto el 17 de octubre de 1977 por Cornelis Johannes van Houten en conjunto a su esposa también astrónoma Ingrid van Houten-Groeneveld y el astrónomo Tom Gehrels desde el Observatorio del Monte Palomar, Estados Unidos.

## Designación y nombre
Designado provisionalmente como 1138 T-3.

## Características orbitales
1138 T-3 está situado a una distancia media del Sol de 2,695 ua, pudiendo alejarse hasta 3,088 ua y acercarse hasta 2,302 ua. Su excentricidad es 0,145 y la inclinación orbital 16,02 grados. Emplea 1616,54 días en completar una órbita alrededor del Sol.

## Características físicas
La magnitud absoluta de 1138 T-3 es 15,8. Tiene 5 km de diámetro y su albedo se estima en 0,047.